# Акула рогата
Акула рогата (Heterodontus francisci) — акула з роду різнозуба акула, родини різнозубі акули. Інші назви «бикоголова акула», «акула каліфорнійська».

## Опис
Загальна довжина сягає від 1 до 1,2—1,5 м. Голова широка, конусоподібна, з тупою мордочкою. Очі опуклі, підняті доволі високо, позбавлені мигательної мембрани. Зябрових щілин — 5, які доволі довгі. Зуби в передній частині щелепи малі та загострені, з боків щелеп зуби більші та подовжені. На верхній щелепі — 19—26 рядків, на нижній — 18—29. Тулуб циліндричної форми з 2 спинними плавцями та 1 анальним. Біля кожного плавця є шипи. Передній спинний плавець починається навпроти грудних плавців. Забарвлення акули коливається від сірого до світло-коричневого кольору з численними дрібними темними плямами на голові, тулубі та хвості.

## Спосіб життя
Тримається у водах тепліше за 20 °C тепла. Зустрічається на континентальному шельфі, переважно на глибині 2—11 м, проте можуть спускатися до 200 м. Активна вночі. Вдень ховається серед підводних скель. Повільна та переважно поодинока риба. Живиться донними безхребетними, морськими їжаками та крабами, іншими голкошкірими та ракоподібними, яких підіймає з-під ґрунту за допомогою грудних плавців.
Це яйцекладна акула. Статева зрілість настає при розмірі у 60 см. Після парування самиця через 7—9 місяців відкладає на дно найбільше 24 конічних яйця 10 см завдовжки й 5 см завширшки, загорнуті в рогову оболонку, на поверхні якої є спіральні виступи із загостреними вершинами. Самиця одноразово відкладає в лютому або березні тільки одне таке яйце. Ембріональний розвиток триває близько 7 місяців і новонароджене акуленя має 20 см завдовжки.

## Розповсюдження
Мешкає від помірного до субтропічного узбережжя Північної Америки узбережжя Тихого океану в районі південної Каліфорнії, в Каліфорнії та Мексиці. У Мексиці цей вид використовується для виробництва продовольства і рибного борошна, а в Каліфорнії його шипи застосовується для виробництва ювелірних виробів.